# チョ・ウンジ
チョ・ウンジ（조은지、1981年2月10日 - ）は 大韓民国の女優。プレイン所属。

## 人物
- 大田広域市出身[1]。東新高校卒。
- 高校時代にモデルとして多くの雑誌・カタログモデルとして活躍した後[1]、2000年に映画「涙」でデビュー。
- 2014年5月24日には事務所代表と結婚した[2]。

## 出演作品

### 映画
- 涙[3][4]（2000年） - ラン 役
- フー・アー・ユー?（2001年） - チェ・ボヨン 役
- アフリカ（2001年）
- 無分別な妻、波瀾万丈な夫、それから太拳少女（2002年）
- ホテルビーナス（2004年）
- ユゴ 大統領有故（2005年）
- ミスター主婦クイズ王（2005年）
- 甘く、殺伐とした恋人（2005年）
- 妻の愛人に会う（2006年） - ソオク 役
- 死んでもハッピーエンド（2007年）
- 私たちの生涯最高の瞬間（2007年） - ゴールキーパー スヒ 役
- うちにどうして来たの（2008年） - ノ・スクチャ 役
- ヨガ学院（2009年） - インソン 役
- 黄金時代 segment 10 100個の釘、鹿の角（2009年）
- 飛べ、ペンギン（2009年）
- ガールフレンズ（2009年）
- くだらないロマンス（2010年）
- 殺人の告白（2012年） - チェ・カンスク 役
- 後宮の秘密（2012年） - クモク 役
- Running Man（2012年） - ソニョン 役
- ポイントブランク ～標的にされた男～（朝鮮語版）（2014年） - パク・スジン 役
- 犬どろぼう完全計画（2014年） - チェランの母 役

### ドラマ
- 振り向けば愛（2003年、MBC） - ソ・ギョンソン 役
- 威風堂々な彼女（2003年、MBC） - キム・スミ役
- 花よりも美しく（2004年、KBS） - ジェイン 役
- パリの恋人（2004年、SBS） - チェ・ヤンミ 役
- 18・29〜妻が突然18才!?（2005年、KBS） - ユ・ヘウォン 役
- 9回裏2アウト（2007年、MBC） - キム・チュニ 役
- 個人の趣向（2010年、MBC） - イ・ヨンソン 役
- 最高の結婚（2014年、TV朝鮮） - パク・ソンニョ 役[5]
- 純情に惚れる（2015年、JTBC） - ナ・オギョン 役
- ゴハン行こうよ2（2015年、tvN） - ホン・ミナ 役
- The Lover（2015年、Mnet） 特別出演
- オー・マイ・ビーナス（2015年-2016年、KBS） - イ・ヒョヌ 役
- カフェ・アントワーヌの秘密（2016年、JTBC） - イ・ユソン 役
- タンタラ〜キミを感じてる〜（2016年、SBS） - チョ課長 役
- 人間失格（2021年、JTBC） - スンギュ 役[6]
- 私たち、他人になれるかな？（2023年、ENA） - カン・ビチ 役[7]

## 演技外活動
- 2007年 ハンドボール広報大使

## 受賞
- 2008年 第16回 利川春史大賞映画祭 新人女優賞（私たちの生涯最高の瞬間）
- 2013年 第49回 百想芸術大賞 女子助演賞（後宮：帝王の妾）